# Izquierda Democrática (España)
Izquierda Democrática (ID) fue un partido político español existente entre 1975 y 1979.

## Historia
El partido agrupó desde el antifranquismo a diversas organizaciones y personas del ámbito de la democracia cristiana y la socialdemocracia, como Gregorio Peces-Barba, desde los años 60. Miembro del Equipo de la Democracia Cristiana Española, participó en la Plataforma de Convergencia Democrática.
En abril de 1976, mediante su primer congreso, se constituyó formalmente en El Escorial con el liderazgo de Joaquín Ruiz-Giménez y José María Gil-Robles. Las diferencias llevaron a la escisión del sector más moderado dirigido por Fernando Álvarez de Miranda, que creó un nuevo partido denominado Izquierda Demócrata Cristiana y que, tras sucesivas fusiones con otros pequeños partidos, acabaría integrándose en la coalición Unión de Centro Democrático. El 17 de febrero de 1977 el partido fue legalizado por el Ministerio del Interior.
Tras los decepcionantes resultados obtenidos en las elecciones generales españolas de 1977, en las que no obtuvo ningún diputado en el congreso, aunque sí algunos senadores, el 24 de septiembre de ese año realizó un congreso en el que definió su salida de la Federación de la Democracia Cristiana. ID dejó paulatinamente de tener actividad política y sus miembros se integraron en otras formaciones, como UCD y PSOE. Se disolvió oficialmente el 14 de enero de 1979, durante su III Congreso realizado en Madrid.